# Auxiliar quiral

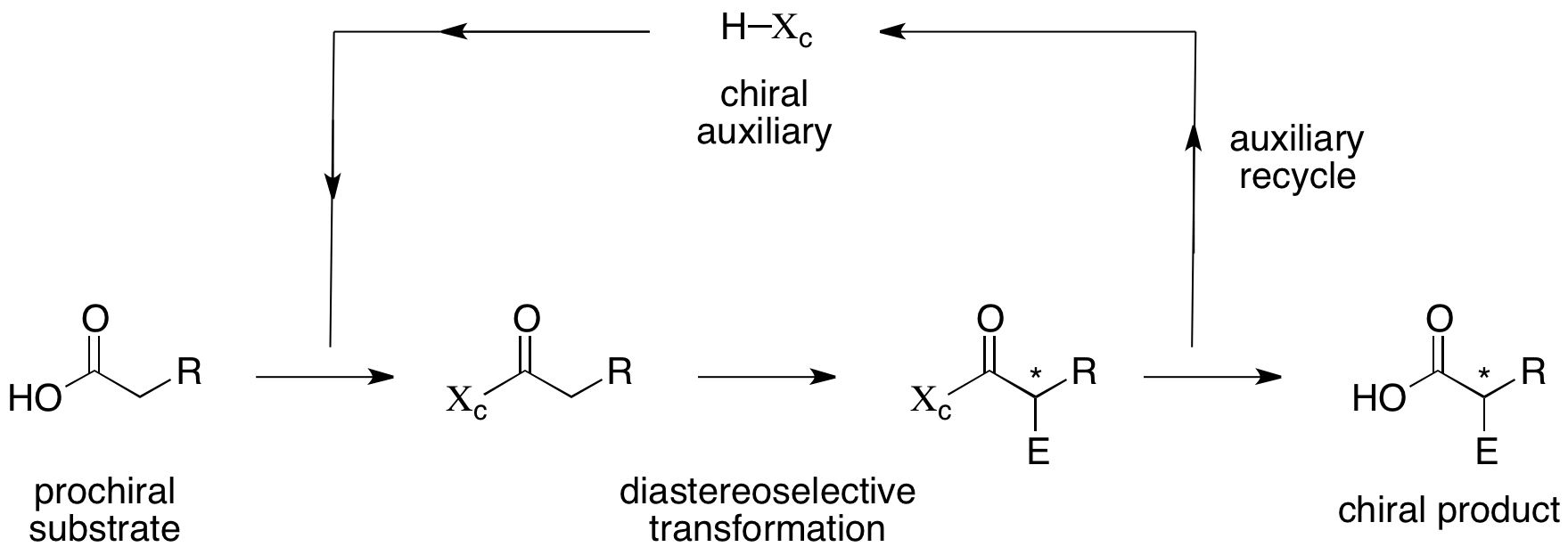
Esquema Geral Auxiliar

Um auxiliar quiral é um composto químico ou unidade que é temporariamente incorporada em uma síntese orgânica de modo que possa ser realizada de forma assimétrica, com a formação seletiva de um dos dois enantiômeros. Auxiliares quirais são compostos opticamente ativos e introduzem quiralidade de compostos de outra forma racêmica. O estereocentro temporário então forcça a formação assimétrica de um segundo estereocentro usando impedimento estérico ou derecionando grupos a determinar quiralidade. Após a criação do segundo estereocentro o auziliar original pode ser removido em uma terceira etapa e reciclado.
Auxiliares quirais foram introduzidos por E.J. Corey em 1978 com 8-fenilmentol quiral e por B.M. Trost em 1980 com ácido mandélico quiral. O composto mentol é difícil de preparar e uma alternativa é trans-2-fenil-1-cicloexanol, introduzido por J. K. Whitesell em 1985.